# Shuriken sentai Ninninger
Shuriken sentai Ninninger (修善寺戦隊ニンニンジャー, Shuriken sentai Ninninjā, tradotto in italiano come "Squadra degli Shuriken Ninninger") è la 39ª serie di Super sentai. Le sue scene vengono riutilizzate per la produzione della serie televisiva  statunitense Power Rangers Ninja Steel.

## Trama
Il malvagio e terribile Gengetsu Kibaoni, capo dell’Armata Kibaoni, è stato sconfitto 444 anni or sono dal Clan Igasaki, ma ha giurato di risorgere e di distruggere l’umanità. L’Armata Kibaoni, infatti, è risorta ai tempi del Last Ninja Yoshitaka Igasaki, che riesce a sconfiggerla e imprigionarla nuovamente. Dal combattimento passarono altri 444 anni. La storia principale ora si svolge nell'anno 2015. Kyuemon Izayoi e Raizo Gabi, i Generali principali dell'Armata di Kibaoni, risorgono ed iniziano a ricostruire l’impero provando a riportare in vita il loro leader Gengetsu Kibaoni. Tuttavia non hanno ancora fatto i conti con Tsumuji Igasaki, figlio del Last Ninja che riunisce i suoi cinque cugini Ninja prescelti al combattimento finale contro Gengetsu Kibaoni e fornisce loro le mitiche "spade Ichibantou" per sconfiggere l’Armata Kibaoni, il loro mostro Yokai Yamaitachi e molti altri Yokai, nel tentativo di impedire, invano, la rinascita del mostruoso Gengetsu Kibaoni, con cui dovranno confrontarsi nello scontro finale.